# Fritz-Walter-Haus
Das Fritz-Walter-Haus – zeitweise auch Fritz-Walter-Museum genannt – war das Anwesen von Fritz Walter und seiner Frau Italia († 2001) in Enkenbach-Alsenborn. Es war von 2004 bis 2018 für die Öffentlichkeit als Museum zugänglich.

## Lage
Das Gebäude – ein Bungalow mit Schwimmbad auf einer 5000-m²-Fläche – befindet sich am östlichen Rand des Ortsteils Alsenborn in der Leininger Straße.

## Geschichte
Nach Walters Tod im Jahr 2002 wurde das Haus von einem mit ihm befreundeten Ehepaar nach über zweijährigen Bau- und Sanierungsmaßnahmen am 20. Mai 2004 der Öffentlichkeit zugänglich gemacht und eine von Privatleuten gestaltete Ausstellung Fritz Walter – in memoriam eröffnet. Diese Ausstellung war bis zum Ende des Jahres 2006 der Öffentlichkeit zugänglich und wurde im Anschluss nach Kaiserslautern überführt, um sie einem größeren Publikum zugänglich zu machen; seit 2011 ist sie im FCK-Museum in Kaiserslautern untergebracht. Ende 2018 wurde das Haus in Enkenbach-Alsenborn für Besucher geschlossen.